# Драгушени (Јаши)
Драгушени (рум. Drăgușeni) насеље је у Румунији у округу Јаши у општини Драгушени. Oпштина се налази на надморској висини од 164 m.

## Становништво
Према подацима из 2002. године у насељу је живело 932 становника, од којих су сви румунске националности.